# Mary Berkeley
Mary Berkeley, född cirka 1500, var en engelsk kvinna, känd som en av kung Henrik VIII:s utpekade älskarinnor.
Hon var dotter till James Berkeley (död runt 1515) och Susan Fitzalan. Hon gifte sig med Thomas Perrot ca 1527, och med Thomas Jones ca 1532.
Hon påstås ha fått barnen Thomas Stukley och John Perrot med kungen. I själva verket tycks hela historien ha varit en skröna: det är inte ens bekräftat att Thomas Stukley var hennes son, långt mindre kungens, och det finns inga uppgifter om hennes påstådda förhållande med kungen utom att hon påstås vara mor till Thomas Stukley som i sin tur påstås vara son till kungen. Det finns ingenting som stöder denna historia, men hon har ofta nämnts i diskussioner kring kungens kärleksaffärer.